# Аттали, Жак
Жак Аттали́ (фр. Jacques Attali, род. 1 ноября 1943) — французский экономист, банкир, писатель и политический деятель.

## Биография
Родился в Алжире в еврейской семье сефардского происхождения Симона Аттали и Франсуазы Абекассис. В 1956 году, спустя два года после начала Алжирской войны, семья Жака перебралась в Париж. Вместе со своим братом-близнецом Бернаром Жак учился в лицее Жансон-де-Сайи, где, в частности, познакомился с Лораном Фабиусом.
В 1963 году окончил Политехническую школу, а позже получил диплом в Институте политических исследований и окончил французскую Национальную школу администрации.
Приобрёл особую известность в 1981 году, благодаря его высокому положению в кабинете (аппарате) Президента Франции Франсуа Миттерана. В апреле 1991 года стал первым главой «Европейского банка реконструкции и развития». Аттали — один из фигурантов по делу о незаконной продаже оружия Анголе («Анголагейт»). Является членом Бильдербергского клуба.
Автор десятка книг. В книге «Линии горизонта» («Lignes d’horizons», в английском переводе — «Millennium», что переводится на русский в данном случае как «Золотой век») Жак Аттали разбирает эволюцию нашего общества, взятого на мировом уровне, на будущую четверть века, а также исследует сущность его экономической, политической, социальной и идеологической организации. По мнению Жака Аттали, демократия — это наилучшая политическая система, торговый строй — двигатель прогресса, всемогущество денег — самый справедливый порядок правления.
В 2012 году предложил перенести прах Дени Дидро в Пантеон

## Философия
Согласно Аттали, глобализация порождает новую кочевую элиту, которая должна быть оторванной от своих национальных корней. Мировое правительство выступает альтернативой мировым кризисам, когда мир будет напоминать «гигантское Сомали». Вместе с тем, общество будущего далеко от утопии. Нищета здесь по-прежнему будет сочетаться с богатством, только уже в глобальном масштабе. Мондиалистская концепция переустройства мира, — это концепция биороботизации. Распространяется она через Международную академию информатизации. В этой концепции человек — придаток к кредитно-регистрационной карточке, кочевник в глобальном разделении специальностей, профессий — без семьи, без родины. Наряду с гиперномадами (менеджерами крупных компаний) будут инфраномады (трудовые мигранты).
Увеличение населения вызовет усиление конфликта за ресурсы, которые пока ещё сохраняются в Арктике и Сибири. Прогресс может привести к появлению «объектов надзора», которые начнут выполнять государственные функции.
Известны спорные высказывания Аттали, что человек старше 65 лет «обходится обществу дорого» и забота об увеличении продолжительности жизни бесперспективна

## Критика
Критики обвиняют Аттали в мальтузианстве, где под эвфемизмом «устойчивый рост» скрывается комбинация деиндустриализации, депопуляции и экологизма

## Избранная библиография
- Millennium: winners and losers in the coming world order. — New York: Random House, 1991. — 132 с. — ISBN 0-812-91913-0.
- Analyse économique de la vie politique. — Paris: Presses Universitaires de France, 1972. — 220 с.
- Cannibalism and Civilization: Life and Death in the History of Medicine (1984)
- Noise: The Political Economy of Music (1985) ISBN 0-8166-1287-0.
- A man of influence: Le destin d’un homme d’influence S.G. Warburg (1987)
- Millennium: Winners and Losers in the Coming Order (1992)
- Europe(s) (1994) ISBN 2-213-59172-5
- Labyrinth in Culture and Society: Pathways to Wisdom (1999) ISBN 1-55643-265-8
- Fraternités (1999) ISBN 84-493-0977-8
- Karl Marx ou l’esprit du monde (2005)
- Les Juifs, le Monde et l’Argent, Histoire économique du peuple juif (2002, Fayard) ISBN 2-253-15580-2
- C'était François Mitterrand (2005) Fayard
- Une Brève histoire de l’avenir (2006) Arcade Publishing ISBN 1-55970-879-4
- La crise, et après? (2008) Fayard ISBN 2-213-64307-5